# West Fargo
West Fargo (letteralmente Fargo Ovest) è una città degli Stati Uniti d'America, situato nella Contea di Cass nello Stato del Dakota del Nord. In una stima del 2007 la popolazione era di 23.081 abitanti. La città è stata fondata nel 1926. Principale sobborgo di Fargo, è il centro in maggior sviluppo demografico dello Stato, con una popolazione ormai stimata sui 26.000 abitanti.

## Geografia fisica
Secondo i rilevamenti dell'United States Census Bureau, la località di West Fargo si estende su una superficie di 18,90 km², tutti occupati da terre.

## Popolazione
Secondo il censimento del 2000, a West Fargo vivevano 14.940 persone, ed erano presenti 4.091 gruppi familiari. La densità di popolazione era di 46,8 ab./km². Nel territorio comunale si trovavano 5.968 unità edificate. Per quanto riguarda la composizione etnica degli abitanti, il 96,40% era bianco, lo 0,42% era afroamericano, l'1,04% era nativo, lo 0,28% proveniva dall'Asia e lo 0,02 proveniva dall'Oceano Pacifico. Lo 0,67% apparteneva ad altre razze e l'1,16% apparteneva a due o più razze.
Le sei principali ascendenze degli abitanti sono: tedeschi (47,9%), norvegesi (39,7%), irlandesi (8,3%), svedesi (7,2%), francesi (5,2%) e inglesi (4,8%).
Per quanto riguarda la suddivisione della popolazione in fasce d'età, il 29,2% era al di sotto dei 18, l'8,9% fra i 18 e i 24, il 34,0% fra i 25 e i 44, il 21,2% fra i 45 e i 64, mentre il 6,7% era al di sopra dei 65 anni d'età. L'età media della popolazione era di 32 anni. Per ogni 100 donne residenti vivevano 97,4 maschi.